# کارولینا برید
کارولینا دل کارمن برید سرود (متولد 4 ژوئیه 1990) بازیگر پانامایی، مجری تلویزیون، مدل و برنده مسابقات زیبایی Miss Tourism
خانم پاناما ۲۰۱۱، خانم متروپولیتن اینترنشنال ۲۰۱۱ و خانم پاناما ۲۰۱۳ است. او نماینده پاناما در مسابقه دوشیزه جهان ۲۰۱۳ بود.
برید در سیوداد پاناما متولد شد و از دبیرستان ایتالیایی انریکو فرمی فارغ‌التحصیل شد و در آنجا عضو تیم بسکتبال بود. او در حال حاضر دانشجوی رشته ارتباطات اجتماعی در دانشگاه کاتولیک سانتا ماریا لا آنتیگوا (USMA) در شهر پاناما، پاناما است. او به زبان‌های اسپانیایی، انگلیسی و ایتالیایی صحبت می‌کند،